# Île d'Yeu
Île d'Yeu é uma ilha francesa administrativamente localizada no município de Île, no departamento de Vendeia, na região do País do Loire. Juntamente com a ilha de Noirmoutier, é uma das duas únicas ilhas da antiga província de Poitou.

## História
No final da Segunda Guerra Mundial, Philippe Pétain foi preso na Île d'Yeu após ser julgado por alta traição em 1945. Após seis anos de cativeiro, ele morreu em 23 de julho de 1951, aos 95 anos de idade anos. Foi então sepultado no cemitério de Port-Joinville.